# 集電弓

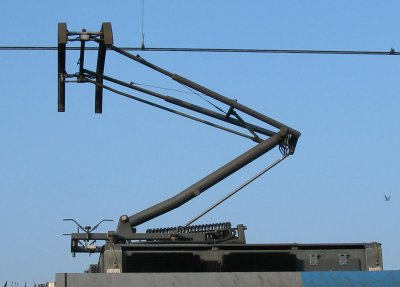
一款常見的「之」字形集電弓

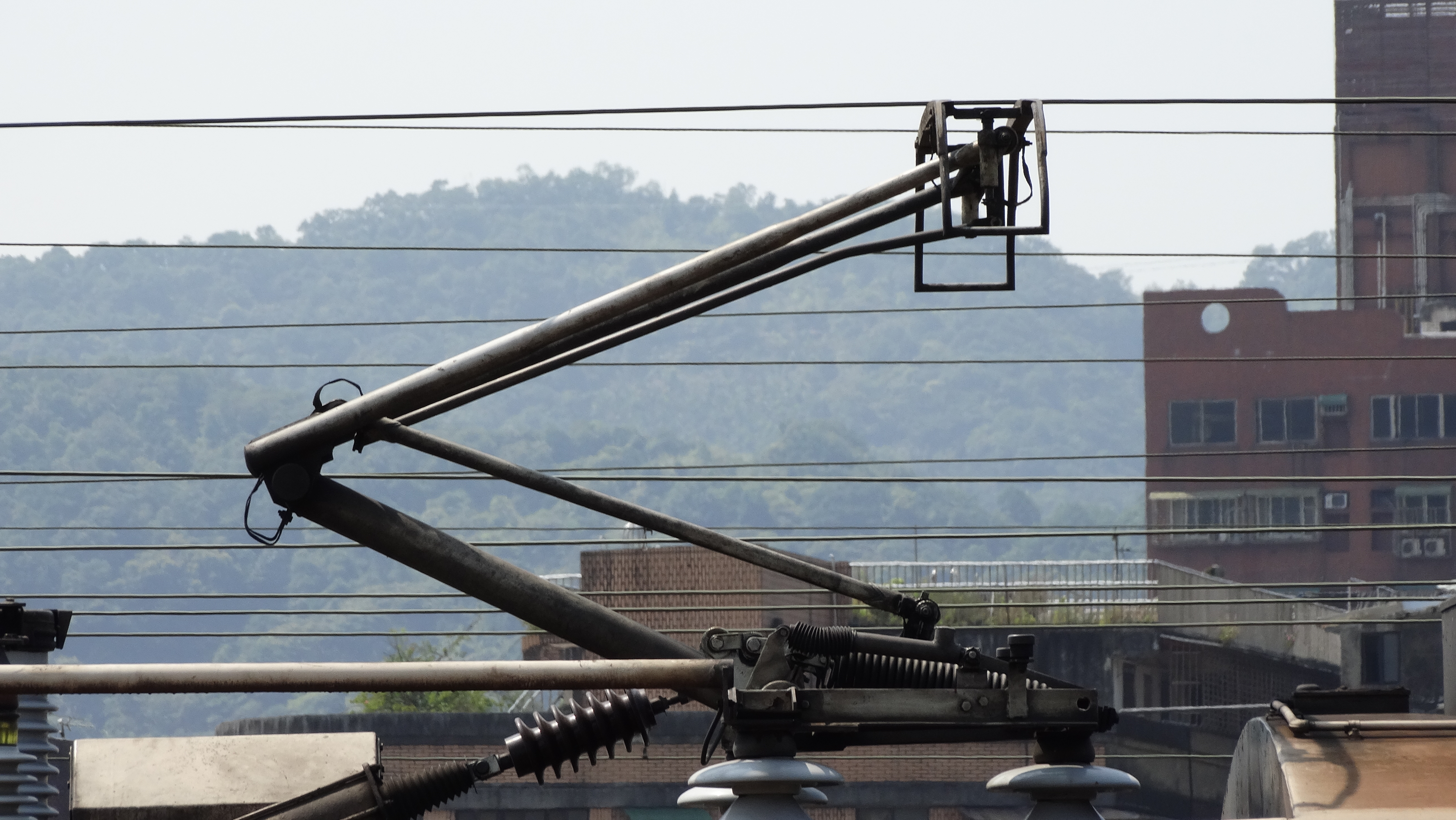
台鐵E200型电力机车的集電弓

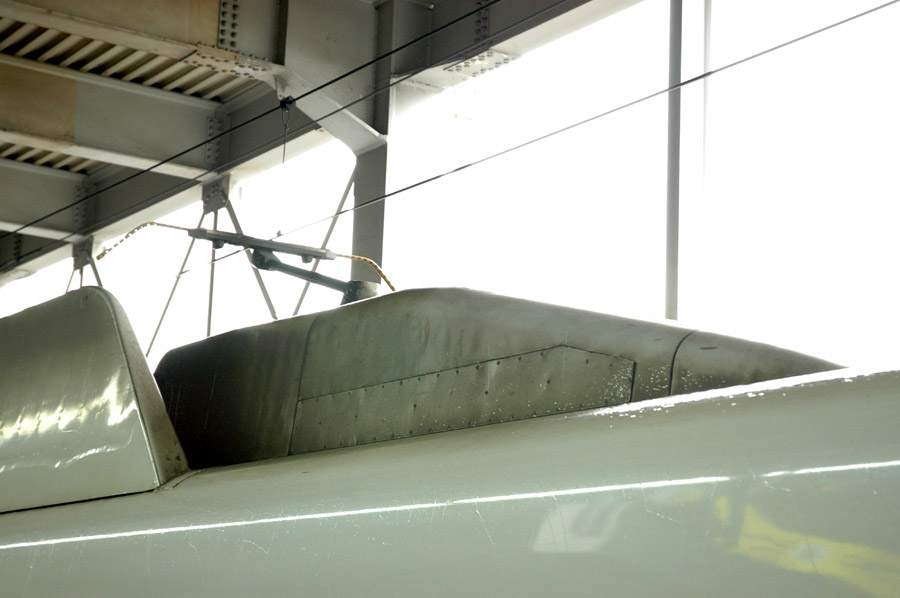
日本新幹線700系列車上的單臂集電弓

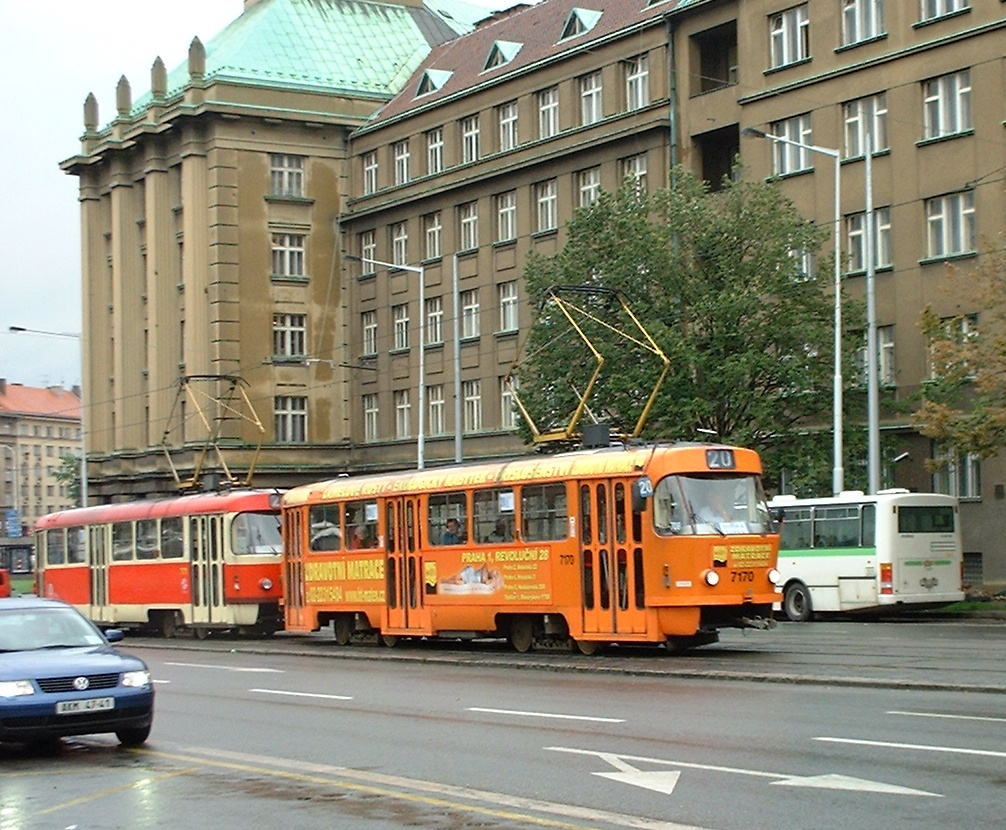
使用菱形集電弓的布拉格電車

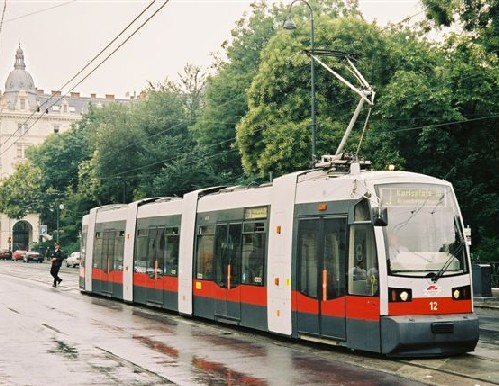
奧地利電車使用「之」字形的集電弓

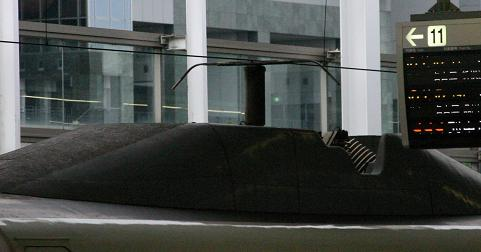
日本新幹線500系列車使用的T形集電弓可以減低噪音，但由于高成本已弃用。

集电弓（英語：Pantograph）是一種讓電氣化鐵路車輛從架空電纜取得電力的設備。集電弓的得名，乃因為菱形集電弓的升降形狀從側面看好像是張開的弓。

## 集電弓的升降
集電弓的上升需藉由壓縮空氣提供氣壓缸傳動原力，舊型一般是藉由升弓彈簧伸張後的回復力，並且由索具和凸輪補償力臂，保持工作範圍（高度）內的固定升力。
集電弓的下降則是藉由氣壓缸彈簧（降弓彈簧）回行，以控制下臂轉軸產生轉動力矩；使集電弓成折疊狀，同時使"升弓彈簧"保持在伸張的狀態。
新式則大都使用氣囊型，設計原則改以故障時能保持在降弓狀態，以避免刮弓和扯斷電車線。
集電弓的安裝是以「支持礙子」安裝在車頂，藉由滑動接觸使電力牽引的列車通電，電流經由車軸接地裝置以回流軌為路徑回到變電站，形成電氣閉合回路。

## 集電弓的種類

### 雙臂式
雙臂式集電弓乃最傳統的集電弓，亦可稱菱形集電弓，因其形狀為菱形。但現因保養成本較高，加上故障時有扯斷架空電纜的風險，自90年代尾起，絕大部份新出廠的鐵路車輛，已改用單臂式集電弓；亦有部分當時仍在服役中的鐵路車輛（如臺鐵EMU100型電聯車）從原有的雙臂式集電弓，改造為單臂式集電弓。

### 單臂式
除了雙臂式，其後亦有單臂式的集電弓，亦可稱為「之」（Z）（ㄑ）字形的集電弓。此款集電弓的好處是比雙臂式集電弓噪音為低，故障時也較不易扯斷電車線，為目前較普遍的集電弓類型。而依據各鐵路車輛製造廠的設計方式不同，在集電弓的設計上會有些許差異（例如香港常用的英國Brecknell Willis製普速/高速集電弓為全單臂設計；而內地常用的DSA/TSG系列集電弓，上部採剪式設計）。

### 子母式
全稱叫雙層小開度型兩級Z形集電弓，它由上下兩部分組成，較一般的集電弓，它可以緩和集電弓與架空電纜之間相互力的作用，弓網接觸性能良好。法国国铁早期的TGV-PSE型動車組上就採用了法維萊製造的AMDE型子母弓。

### 垂直式
除了上述三款集電弓，還有某些集電弓是垂直式設計，亦可稱成「T」字形（亦叫作翼形）集電弓，其低風阻的特性最適合高速行駛，以減少行車時的噪音，所以此款集電弓主要用於高速鐵路車輛。但是由於成本較高，垂直式集電弓目前已經沒有使用（日本新干线500系改造时由垂直式集電弓改为單臂式集電弓）。

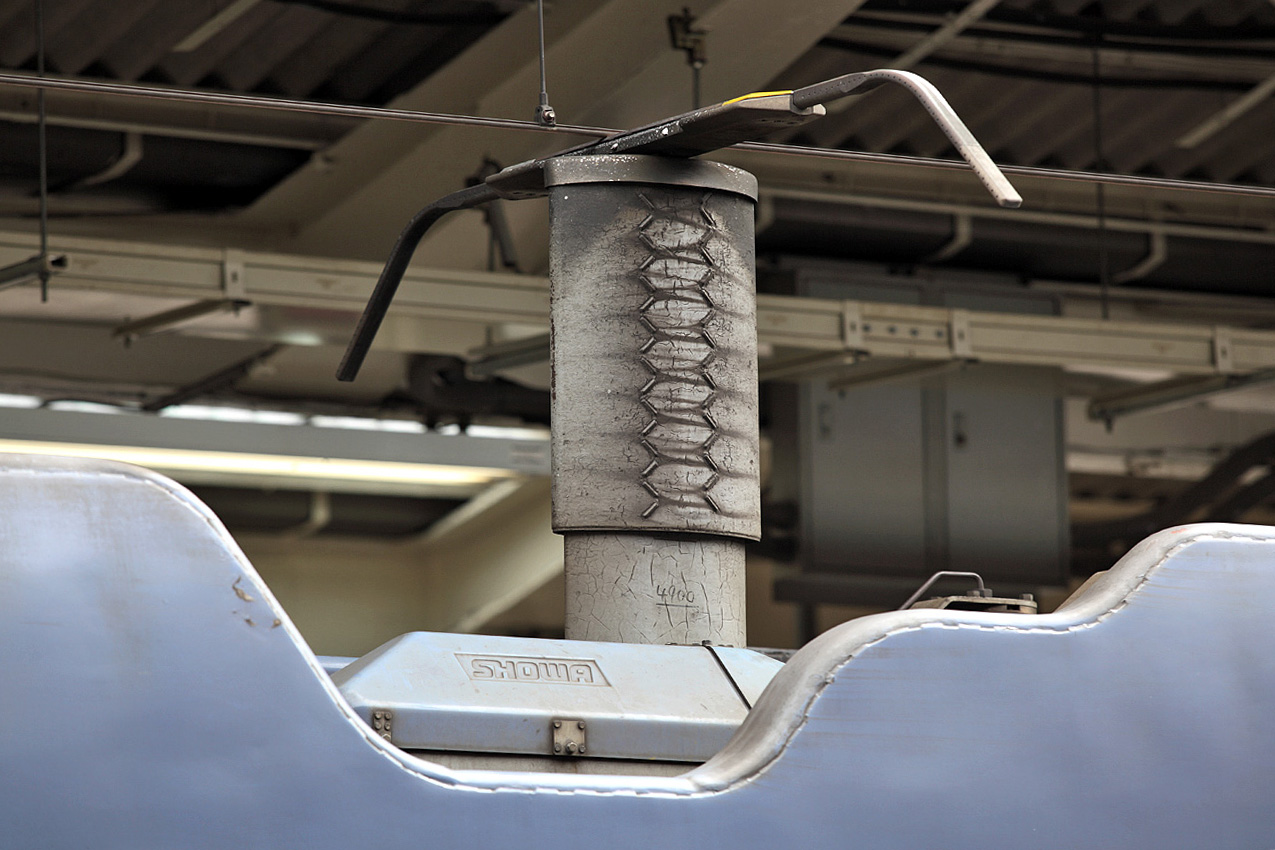
安装翼型受电弓（WPS204）的
新幹線500系電車

### 石津式
日本冈山电气轨道的第六代社长、石津龙辅於1951年发明，又称为「冈电式」、「冈轨式」。其升弓原理為利用重力帶動集電弓升起。此種集電弓不適合高速行駛，但是易於保養。岡山電氣軌道的電車除9200型外皆有配備。

## 集電弓滑板
滑板為集電弓弓頭的一部分，直接與接觸線相接觸。按材料分可分為純金屬滑板，粉末冶金滑板，純碳滑板及浸金屬滑板

### 純金屬滑板
鋼和銅是純金屬滑板兩種常用的材質。它們機械強度高，集流容量大，導電性能好，比較常用于站點多的列車上，但其無自潤滑能力且摩擦噪音較大。

### 粉末冶金滑板
用金屬（鐵，銅）原料和非金屬粉末（碳，鉛，二硫化鉬等）輔助潤滑劑，相互混合後壓制成型，經高溫燒結後浸入潤滑油，最後機加工成型，其加工過程類似於陶瓷燒製，其製造出來集電弓表面硬度較高，不易出現斷裂和非均勻磨損。相較純金屬滑板而言，其自帶潤滑效果。

### 純碳滑板
用一定比例的瀝青焦、石油焦、石墨粉、炭黑或硬碳相互混合，先壓制成型再放進高溫燒結爐焙燒，製品經過再加工方可上弓應用。純碳滑板雖然硬脆易斷，但因其有自潤滑能力和良好的減磨性而被廣泛利用。

### 浸金屬碳滑板
該類滑板既集合了粉末冶金滑板的高機械強度和電阻小的特點，又集合了純碳滑板的自潤滑能力和對架空電纜磨損少的特點，從理論上講是滑板最理想的材質，但該類滑板抗沖击能力不足，易出現掉塊。

## 其他
集電弓的構造使它在張開時與高架電纜保持輕度的接觸。當列車停駛時，集電弓可以收下來。列車行走時集電弓在架空電纜造成的駐波可能會影響集電的能力，因此某些系統是禁止接連使用集電弓的。
集電弓是從較為簡單的集電桿發展出來的，無軌電車和一些有軌電車，仍然使用集電桿。
電氣化鐵路車輛另一種集電的方式是使用第三軌供電，此種方式多於用地下鐵路。

## 地鐵系統
很多地下鐵路系統為了減少隧道的建造成本，會使用第三軌供電而不採用高架電纜，以降低隧道鑽掘的高度來節省建造成本。不過亦有使用高架電纜的地下鐵路（如港鐵）。全世界多数地鐵皆採直流供電，而不使用設備較複雜、車身和架空電纜淨空較高的交流供電。